# APEX (фотография)
APEX, А́пекс — аддитивная система определения экспозиции (англ. Additive system of Photographic Exposure), предложенная в США в 1960 году для упрощения вычисления экспозиционных параметров при фотосъёмке. Стандарт ASA PH2.5-1960 предусматривал специальную шкалу светочувствительности, предназначенную для совместного использования с системой.

## Вычисление экспозиции
До конца 1960-х годов фотоаппараты и кинокамеры редко оснащались встроенными экспонометрами, а большинство фотографов и кинооператоров определяли экспозиционные параметры по таблицам или на основе личного опыта. Система, основанная на логарифмической природе большинства сенситометрических законов, а также на свойствах двоичного логарифма, позволяла свести сложные расчёты к простым операциям сложения и вычитания. Базовые вычисления экспозиции для фотоматериалов любого типа производятся при помощи равенства:
{\displaystyle {\frac {A^{2}}{t}}={\frac {LS_{x}}{k}}\,,}
где
- {\displaystyle A} — диафрагменное число;
- {\displaystyle t} — выдержка в секундах;
- {\displaystyle L} — усреднённая яркость в фут-ламбертах;
- {\displaystyle S_{x}} — арифметическое значение светочувствительности;
- {\displaystyle k} — калибровочный коэффициент экспонометра;

Разработанное немецким разработчиком фотозатворов Фридрихом Декелем понятие «экспозиционное число» было положено в основу системы APEX, позволив упростить приведённый расчёт. Для этого основные параметры — диафрагма, выдержка, яркость и светочувствительность — выражались при помощи логарифма с основанием 2. В этом случае для света, отражённого от объекта съёмки, экспозиционное число {\displaystyle E_{v}} определяется суммой:
{\displaystyle E_{v}=A_{v}+T_{v}=L_{v}+S_{v}\,,}
где 
- {\displaystyle A_{v}} — логарифмическое значение диафрагмы: {\displaystyle A_{v}=} {\displaystyle \log _{2}} {\displaystyle A^{2}}
- {\displaystyle T_{v}} — логарифмическое значение выдержки: {\displaystyle T_{v}=\log _{2}} {\displaystyle (1/t)}
- {\displaystyle L_{v}} — логарифмическое значение яркости: {\displaystyle L_{v}=\log _{2}} {\displaystyle (L/Nk)}
- {\displaystyle S_{v}} — логарифмическое значение светочувствительности: {\displaystyle S_{v}=\log _{2}} {\displaystyle (NS_{x})}

Коэффициент {\displaystyle N} определяет соотношение между арифметическим значением светочувствительности {\displaystyle S_{x}} и его логарифмическим соответствием {\displaystyle S_{v}} в разных сенситометрических системах. Для стандарта ASA постоянная принимает значение {\displaystyle 2^{-7/4}} (примерно 0,3).

## Шкалы APEX
Значения выдержки и диафрагмы в логарифмическом выражении отличаются от общепринятых и для системы APEX были разработаны собственные шкалы: 
| Выдержка в секундах | 1 | 1/2 | 1/4 | 1/8 | 1/15 | 1/30 | 1/60 | 1/125 | 1/250 | 1/500 | 1/1000 |
| ------------------- | - | --- | --- | --- | ---- | ---- | ---- | ----- | ----- | ----- | ------ |
| APEX Tv             | 0 | 1   | 2   | 3   | 4    | 5    | 6    | 7     | 8     | 9     | 10     |
| Диафрагма | f/1,0 | f/1,4 | f/2,0 | f/2,8 | f/4,0 | f/5,6 | f/8,0 | f/11 | f/16 | f/22 |
| --------- | ----- | ----- | ----- | ----- | ----- | ----- | ----- | ---- | ---- | ---- |
| APEX Av   | 0     | 1     | 2     | 3     | 4     | 5     | 6     | 7    | 8    | 9    |
Промежуточным установкам соответствуют дробные значения {\displaystyle A_{v}} и {\displaystyle T_{v}}, записываемые десятичной дробью. Диафрагма f/3,5 в этом случае выражается значением 3,67. Используя эти шкалы, можно легко сопоставить известному экспозиционному числу нужное сочетание выдержки и диафрагмы. Например, при значении экспозиции 12 относительному отверстии f/5,6, которое выражается величиной 5, соответствует выдержка 1/125 секунды, имеющая на шкале APEX значение 7.
Одновременно с системой была предложена соответствующая шкала светочувствительности, логарифмические значения {\displaystyle S_{v}} которой могут быть сопоставлены с единицами любой сенситометрической системы.
| ISO  | DIN | ГОСТ | APEX Sv |
| ---- | --- | ---- | ------- |
| 0,8  | 0°  | 0,7  | −2      |
| 1,6  | 3°  | 1,4  | −1      |
| 3    | 6°  | 2,8  | 0       |
| 6    | 9°  | 5,5  | 1       |
| 12   | 12° | 11   | 2       |
| 25   | 15° | 22   | 3       |
| 50   | 18° | 45   | 4       |
| 100  | 21° | 90   | 5       |
| 200  | 24° | 180  | 6       |
| 400  | 27° | 350  | 7       |
| 800  | 30° | 700  | 8       |
| 1600 | 33° | 1440 | 9       |
| 3200 | 36° | 2880 | 10      |
Во время съёмки экспозиционное число может быть определено по таблицам для большинства условий освещения с точностью, достаточной для чёрно-белых негативных фотоматериалов. Его расчёт по измеренной яркости даёт ещё более высокую точность, достаточную для цветных негативных и даже обращаемых плёнок. Однако, введение системы потребовало разметки основных шкал фотоаппаратов в логарифмических единицах. Такое нововведение было реализовано немногими производителями фотоаппаратуры. Например, фотоаппарат Minolta SR-2 снабжался двойной нумерацией шкал диафрагмы и головки выдержек. Однако, в последующих моделях, рассчитанных на приставной фотоэлектрический экспонометр, от этого отказались. Некоторые компании внедрили отдельную шкалу экспозиционных чисел, но её присутствие ограничилось аппаратурой с центральным затвором. В СССР группой разработчиков ГОИ была также предложена новая шкала светочувствительности ГОСТ аналогичного типа, но практического применения она не нашла.
До наших дней дошли только отдельные элементы системы, главным образом экспозиционное число, использующееся для разметки шкал экспокоррекции и описания диапазона чувствительности экспонометров и автофокуса. Часть производителей фотоаппаратуры для обозначения режимов приоритета диафрагмы и приоритета выдержки экспозиционной автоматики использует символы «Av» и «Tv», унаследованные от соответствующих слагаемых {\displaystyle A_{v}} и {\displaystyle T_{v}}. Логарифмические значения параметров съёмки также используются в файлах метаданных EXIF.